# Paolo Pezzino
Paolo Pezzino (Pescara, 7 agosto 1948) è uno storico italiano.

## Biografia
Dopo la laurea in Storia moderna conseguita nel 1970 presso l'Università di Pisa, nel 1974 è borsista della Fondazione Luigi Einaudi di Torino. Titolare della cattedra di Storia contemporanea relativo al corso di laurea in Storia nel corso triennale e del corso di laurea in Storia e Civiltà per la specialistica all'Università di Pisa, è anche socio fondatore della Società Italiana per lo Studio della Storia Contemporanea (SISSCO), membro del comitato di direzione della rivista "Passato e presente", editorial advisor della rivista "Modern Italy. Journal of the Association for the Study of Modern Italy", presidente del comitato scientifico del Museo audiovisivo della Resistenza. È stato responsabile per l’Università di Pisa della convenzione di collaborazione scientifica con l’Institut for Holocaust Researches di Yad Vashem, Gerusalemme, attiva per il quadriennio 2005-2008. È stato anche direttore del Dipartimento di Storia Moderna e Contemporanea della stessa Università di Pisa dal 2000 al 2003, prorettore per i rapporti con il territorio dell'Università di Pisa dal 2003 al 2006, direttore della Scuola di Dottorato in Storia, Orientalistica e Storia delle Arti, Università di Pisa per il biennio 2010-2011. Dal 1º novembre 2011 al 1º giugno 2014 è stato distaccato presso il Centro Linceo interdisciplinare “Beniamino Segre” dell’Accademia Nazionale dei Lincei, Roma.

## Opere
- Una certa reciprocità di favori. Mafia e modernizzazione violenta nella Sicilia postunitaria, Milano, Angeli, 1990. ISBN 88-204-3890-9.
- Il paradiso abitato dai diavoli. Società, élites, istituzioni nel Mezzogiorno contemporaneo, Milano, Angeli, 1992. ISBN 88-204-7951-6.
- La congiura dei Pugnalatori. Un caso politico-giudiziario alle origini della mafia, Venezia, Marsilio, 1992. ISBN 88-317-5745-8.
- Mafia. Industria della violenza. Scritti e documenti inediti sulla mafia dalle origini ai giorni nostri, Scandicci, La Nuova Italia, 1995. ISBN 88-221-1554-6.
- Anatomia di un massacro. Controversia sopra una strage tedesca, Bologna, Il Mulino, 1997. ISBN 88-15-06054-5; 2007. ISBN 978-88-15-11877-6. (Premio SISSCO)
- Guerra ai civili. Occupazione tedesca e politica del massacro (Toscana, 1944), con Michele Battini, Venezia, Marsilio, 1997. ISBN 88-317-6773-9.
- Le mafie, Firenze, Giunti, 1999. ISBN 88-09-21746-2.
- Storie di guerra civile. L'eccidio di Niccioleta, Bologna, Il Mulino, 2001. ISBN 88-15-08270-0.
- Senza Stato. Le radici storiche della crisi italiana, Roma-Bari, Laterza, 2002. ISBN 88-420-6703-2.
- Crimini e memorie di guerra. Violenze contro le popolazioni e politiche del ricordo, a cura di e con Luca Baldissara, Napoli, L'ancora del Mediterraneo, 2004. ISBN 88-8325-135-0.
- La tradizione antifascista a Empoli 1919-1948. Atti del Convegno, Empoli, Convento degli Agostiniani, 23 aprile 2004, a cura di, Ospedaletto, Pacini, 2005. ISBN 88-7781-679-1.
- Ma la ragione non dette risposta. Piavola 1944. La strage, la memoria, la comunità, con Daniela Bernardini e Luigi Puccini, Pisa, PLUS, 2006. ISBN 88-8492-428-6.
- Sant'Anna di Stazzema. Storia di una strage, Bologna, Il Mulino, 2008. ISBN 978-88-15-12856-0.
- Il massacro. Guerra ai civili a Monte Sole, con Luca Baldissara, Bologna, Il Mulino, 2009. ISBN 978-88-15-13101-0.
- – ‘Experts in truth?’: the politics of retribution in Italy and the role of historians , in "Modern Italy", Volume 15, Issue August 2010, pp. 349 – 363. ISSN 1469-9877 (electronic) 1353-2944 (paper).
- Con Guri Schwarz, From Kappler to Priebke: Holocaust Trials and the Seasons of Memory in Italy, in David Bankier and Dan Michman eds, Holocaust and Justice. Representation & Historiography of the Holocaust in Post-War Trials, Jerusalem, Yad Vashem, 2010, pp. 299–328 (Paolo Pezzino ha scritto le pp. 299–318.
- Il contributo di Enzo Collotti allo studio delle stragi di civili nell’Italia contesa, in Simonetta Soldani, a cura di, Enzo Collotti e l’Europa del Novecento, Firenze, Firenze University Press, 2011, pp. 61–65, ISBN 978-88-6453-288-2.
- Un termine di paragone: casi di conflitti interni alla Resistenza toscana, in Tommaso Piffer, a cura di, Porzûs. Violenza e resistenza sul confine orientale, Bologna, il Mulino, 2012, pp. 113–154. ISBN 978-88-15-23486-5.
- Memory and Massacre. Revisiting Sant’Anna di Stazzema, translated by Noor Giovanni Mazhar, New York, Palgrave Macmillan, 2012, pp. XX-189. ISBN 978-0-230-34078-7.Lo storico come consulente, in Riparare Risarcire Ricordare. Un dialogo tra storici e giuristi, a cura di Giorgio Resta e Vincenzo Zeno-Zencovich, Napoli, Editoriale Scientifica, 2012, pp. 83–112. ISBN 978-88-6342-415-7.
- Italy, in Encyclopedia of Transitional Justice, Edited by Lavinia Stan and Nadya Nedelsky, vol. 2, pp. 248–254, Cambridge, Cambridge University Press, 2012. ISBN 9780521196277.
- Sant’Anna di Stazzema. Storia di una strage, seconda edizione con capitolo aggiuntivo pp. 151–192, Bologna, il Mulino, 2013.
- La costruzione di una mappa complessiva delle stragi, in Le stragi nazifasciste del 1943-1945. Memoria, responsabilità e riparazione, a cura dell’Associazione Nazionale Partigiani d’Italia (ANPI), Roma, Carocci editore, 2013, ISBN 978-88-430-7037-4, pp. 25–36.
- Il rifiuto della giustizia penale, in Camillo Brezzi, a cura di, Né eroi, né martiri, soltanto soldati. La Divisione “Acqui” a Cefalonia e Corfù settembre 1943, Bologna, il Mulino, 2014, pp. 285–300.
- Una “grande illusione”: il D-Day e la Resistenza italiana, in Antonio Carioti e Paolo Rastelli, a cura di, D-Day. 6 giugno 1944. Storia e contro storia dello sbarco in Normandia, Milano, RCS Mediagroup, 2014, pp. 135–148.
- Un commento, in Alberto Buvoli e Andrea Zannini, a cura di, La zona libera partigiana del Friuli Orientale, Bologna, il Mulino, 2016, pp. 247–257.
- Introduzione a Aa.Vv., Sperimentazioni belliche e provvedimenti di rigore. La memoria dei crimini italiani in Spagna, Grecia e in Jugoslavia (1936-1945), Reggio Emilia, edizioni Zikkaron, 2016, pp. 11–21.
- Intervento in Le mafie tra immaginazione e realtà Una discussione a proposito di F. Benigno, La mala setta. Intorno alle origini di mafia e camorra, 1859-1878, Einaudi, Torino 2015, in “Annali della Scuola Normale Superiore di Pisa. Classe di Lettere e Filosofia”, serie 5, 2016, 8/1, pp. 247–257.
- (con Marco De Paolis), La difficile giustizia. I processi per crimini di guerra tedeschi in Italia 1943-2013, Roma, Viella, 2016 (Paolo Pezzino ha scritto il primo capitolo, La punizione dei crimini di guerra commessi in Italia dai tedeschi (anni Quaranta e Cinquanta), pp. 7–72.
- (con Marco De Paolis), Sant’Anna di Stazzema. Il processo, la storia, i documenti, Roma, Viella, 2016 (Paolo Pezzino ha scritto il primo capitolo, Sant’Anna di Stazzema: la storia, la memoria, pp. 7–39.
- Co-curatela con Gianluca Fulvetti del volume Zone di guerra, geografie di sangue. L’Atlante delle stragi naziste e fasciste in Italia (1943-1945), Bologna, il Mulino, 2016, pp. 613.
- Con Gianluca Fulvetti, Prefazione a Zone di guerra, geografie di sangue. L’Atlante delle stragi naziste e fasciste in Italia (1943-1945) e L’Atlante delle stragi naziste e fasciste in Italia, Bologna, il Mulino, 2016, rispettivamente pp. 17–20 e 23-94 (Paolo Pezzino ha scritto le pp. 24–42, e con Fulvetti le pp. 43–54 e 84-94).

## Articoli e contributi
- La tradizione rivoluzionaria siciliana e l'invenzione della mafia, in Meridiana, numeri 7-8, 1990, pp. 45–71.
- La modernisation violente en Italie. Perspective historique du crime organise, in Deviance et Societe, vol. 15, n. 4, 1991, pp. 419–437.
- Ambiente e territorio nel Mezzogiorno contemporaneo, in Studi storici, 3, 1991, pp. 761–767
- Nota introduttiva a L. Franchetti, Condizioni politiche e amministrative della Sicilia, Roma, edizione non venale riservata agli abbonati a Meridiana, 1992, pp. xiii-xx, e in Donzelli, 1993.
- C'era una volta la riforma agraria. Famiglia e modernizzazione nel Crotonese, in L'Italia estrema. Impresa, politica e famiglia nella società calabrese, Roma, CGIL, 1992,1/Famiglie, pp. 13–28.
- Introduzione e cura di D. Tajani, Mafia e potere. Requisitoria, 1871, Pisa, ETS, 1993
- La mafia siciliana come industria della violenza. Caratteri storici ed elementi di continuità, in Dei delitti e delle pene, 2/93, pp. 67–79.
- La mafia e la sua storia. Radici locali e dimensioni internazionali, tavola rotonda coord. da Nicola Tranfaglia, con la partecipazione di Salvatore Lupo e D. Gambetta, in Passato e presente, a. XII (1994), n. 31, pp. 19–40.
- Un prefetto esemplare: Enrico Falconcini ad Agrigento (1862-1863), in Laboratorio di storia. Studi in onore di Claudio Pavone, a cura di P. Pezzino e G. Ranzato, Angeli, Milano, 1994, pp. 113–126.
- Risorgimento e guerra civile. Alcune considerazioni preliminari, in Guerre fratricide. Le guerre civili in età contemporanea, a c. di G. Ranzato, Torino, Bollati Boringhieri, 1994.
- Risorgimento e guerra civile. Alcune considerazioni preliminari, in Gabriele Ranzato (a cura di), Guerre fratricide. Le guerre civili in età contemporanea, Torino, Bollati Boringhieri, 1995, pp. 56-85.
- Appunti sul tema delle classi dirigenti nella storia dell'Italia contemporanea, in Giuliana Biagioli (a cura di), Ricerche di storia moderna IV in onore di Mario Mirri, Pisa, Pacini Editore, 1995, pp. 343-375.
- L'oggetto misterioso: Mezzogiorno d'Italia e revisionismo storiografico, in “Società e Storia”, n. 68, 1995, pp. 373-384.
- Mafia e politica: una questione nazionale, in “Passato e presente”, 38, maggio-agosto 1996, pp. 7-23.
- Mafia, violence et pouvoir politique en Italie (XIXe-XXe sicles), in Michel Bertrand, Natacha Laurent, Michel Taillefer (a cura di), Violences et povoirs politiques, Toulouse, Presses Universitaires du Mirail, 1996, pp. 175-192.
- La mafia, in I luoghi della memoria. Strutture ed eventi dell'Italia unita, a cura di Mario Isnenghi, Roma-Bari, Laterza, 1997, pp. 111-134.
- Identità deboli e partiti forti. Le radici storiche della crisi italiana, in “Storica”, II, 1996, n. 6, pp. 55-95.
- Un secolo in un anno: il Novecento a scuola, discussione con Scipione Guarracino ed Elvira Valleri, in “Passato e Presente”, 42, settembre/dicembre 1997, pp. 17-35.
- La borghesia italiana: profili sociali e autorappresentazioni (recensione a Alberto Banti, Storia della borghesia italiana. L'età liberale, Donzelli, 1996), ivi, pp. 151-161.
- Local power in Southern Italy, in -Robert Lumley and Jonathan Morris, The new history of the Italian South, Exeter, The University of Exeter Press, 1997, pp. 42-58.
- Ridiscutere i metodi e le finalità della storia, intervento in merito a Francesco Traniello, Insegnamento della storia e storia del Novecento, in “Contemporanea”, I, 1, gennaio 1988, pp. 113-119.
- La giustizia dopo Tangentopoli, in Giustizia come. Giurisdizione e sistema politico in Italia, a cura di Rosario Minna e Massimo Morisi, numero monografico de “Il Ponte”, a. LIV, nn. 2-3, febbraio-marzo 1998, pp. 161-180.
- Introduzione a Daiana Franceschini, Porzus. La resistenza lacerata, Istituto Regionale per la Storia del Movimento di Liberazione in Friuli-Venezia Giulia, “Quaderni”, 11, Trieste, 1996 (ma 1998), pp. III-VII.
- Direzione scientifica del CD ROM La Mafia. 150 anni di storia e storie, realizzato per conto della Città di Palermo, della Mediateca Regionale Toscana e della Regione Toscana da Cliomedia Officina, Torino, 1998. estensore del percorso “Conoscere” e cura della documentazione.
- Leopoldo Franchetti e l'Italia liberale, in Leopoldo e Alice Franchetti e il loro tempo, a cura di Alvaro Tacchini e Paolo Pezzino, Petruzzi editore 2002.